# Twilight (1998)
Twilight is een Amerikaanse thriller uit 1998 onder regie van Robert Benton.

## Verhaal
Harry Ross is een gepensioneerde ex-politieagent en ex-privé-detective. Hij woont in huis bij het rijke acteurskoppel Jack en Catherine Ames sinds hun dochter Mel hem twee jaar daarvoor per ongeluk in het kruis schoot, toen hij deze op verzoek van haar ouders opspoorde bij scharrel Jeff Willis.
Twee jaar na de schietpartij vertelt Jack hem dat zijn kanker niet meer in remissie is en dat de dokters schatten dat hij nog tien tot twaalf maanden te leven heeft. Hij vraagt Ross één laatste klusje voor hem te doen, namelijk een envelop afgeven aan Lester Ivar. Wanneer Ross daar aankomt, neemt een dan al dodelijk verwondde Ivar hem net zo lang onder vuur totdat die bezwijkt aan zijn schotwonden. Ross gaat in Ivars huis op zoek naar aanwijzingen voor een verklaring van het zojuist gebeurde. Net op het moment dat hij een verzameling knipsels vindt over de verdwijning van Catherine Ames' eerste echtgenoot twintig jaar daarvoor, valt rechercheur Verna Hollander binnen met een stel agenten.
Hollander weet wie hij is en weet daarom dat ze hem niet hoeft te verdenken van de moord, waardoor Ross snel weer op straat staat. Hij vertelt zijn vriend en tevens ex-agent Raymond Hope 's avonds van het voorval. Omdat het hem allemaal niet lekker zit, besluit hij de zaak verder uit te zoeken, waardoor de verdwijningszaak van twintig jaar daarvoor weer opgerakeld wordt.

## Rolverdeling
| Acteur             | Personage          |
| ------------------ | ------------------ |
| Paul Newman        | Harry Ross         |
| Susan Sarandon     | Catherine Ames     |
| Gene Hackman       | Jack Ames          |
| Reese Witherspoon  | Mel Ames           |
| Stockard Channing  | Verna Hollander    |
| James Garner       | Raymond Hope       |
| Giancarlo Esposito | Reuben Escobar     |
| Liev Schreiber     | Jeff Willis        |
| Margo Martindale   | Gloria Lamar       |
| John Spencer       | Phil Egan          |
| M. Emmet Walsh     | Lester Ivar        |
| Peter Gregory      | Partner van Verna  |
| Rene Mujica        | Mexicaanse barman  |
| Jason Clarke       | Jonge politieagent |
| Patrick Malone     | Jonge politieagent |